# Ludmila Vinogradoff
Ludmila Vinogradoff Sorokin (n. Shanghái, China) es una periodista venezolana. Ha trabajado en varios medios nacionales e internacionales, incluyendo  El Nacional, El País, Semana, ABC y Clarín.

## Educación
De padre chino y madre rusa, Ludmila emigró con su familia a Venezuela en búsqueda de libertad. Se graduó en la Universidad Central de Venezuela y posteriormente obtuvo un posgrado sobre cine y comunicación de masas en la Escuela de Estudios Superiores en Ciencias Sociales de París, Francia.

## Carrera
Empezó su carrera periodística en el periódico venezolano El Nacional, cubriendo temas políticos y económicos. Vinogradoff ha trabajado como periodista por más de 25 años y parte de su carrera ha incluido la investigación de la corrupción en Venezuela. También ha sido corresponsal internacional en Caracas del periódico español El País y la revista colombiana Semana. Actualmente trabaja para el diario español ABC y el medio argentino Clarín.

## Obras
- El ocaso de Chávez (2016)